# Каргона
Каргона (постарому Каргуна, или просто Каргон) е квартал на град Ямбол. Кварталът се нарича и днес Втори отдел на града.

## История
В миналото Каргона е било отделно селище. Създадено е към края на XIV век след превземането на средновековната крепост Дъбилин от османо-турските войски на Тимурташ бей. В селото е заселена част от българските войници защитници на крепостта Ямбол заедно със семействата им. Задължението на мъжете е било да се грижат за конете в султанските конюшни, както и да помагат в обоза. Така е създадено чисто българското село Каргона, което е имало войнугански статут. Данъците на войниците например са били по-малко на брой и по-ниски. През следващите векове постепенно в селото се заселват и други българи, които не са войнуци и не са имали привилегиите на войнуците.
Каргона е било най-значимото войнишко селище в Ямболско и Сливенско. Към 1528/29 година там живеят двама войнушки лагатори (ръководители). Известни са техните имена – Богдан, син на Нешко и Зафир, син на Йован. И двамата са жители на с. Каргона. През 1624 година в селото са записани 28 домакинства на войнуци. През 1733 г. в Каргона са регистрирани 45 войнуци със служебни бащини, а 14 бащини са без владелец и необработвани. Сборът на обработваните и изоставени войнушки бащини показва общия брой на войнуците от селото (59 души) в по-ранно време. Според един съкратен регистър на населението в Румелия от 1530 г. Каргона е смесено по религиозната принадлежност на жителите си село, като домакинствата от мюсюлмани и християни са почти изравнени.
През 1668 г. в село Каргуна е имало 96 домакинства (ханета), които са плащали данъка джизие. През 1675 г. в селото е имало 30 войнугански семейства. На два пъти от село Каргона е имало масови изселвания. Първият път в средата на XVI век изселилите се каргонлии участват в основаването на град Панагюрище, където също са имали войнугански статут. Второто масово изселване е през 1829/1830 година след поредната Руско-турска война. Според едно изследване общо от град Ямбол излезли 7279 българи. По-компактно те се заселили в Браила и Болград. Според един турски документ от някогашните 300 български къщи в гр. Ямбол останали 25 къщи. През следващите години опразненият откъм българи Ямбол отново е заселван този път от хора от близки и далечни села и градове. През 1805 г. Хаджи Неофит открива първото постоянно българско училище в Каргона, но в него се преподава на гръцки език. По-късно към храма „Света Троица“ започва да функционира килийно училище на български език. През 1829 година в Каргона е имало 510 български къщи. По това време каргонлии са черпили питейна вода от кладенци. Една народна песен, слушана на сватба в Ямбол през 1859 година, разказва за погубването на четирима невинни овчари от турци ямболци. Каргона участва активно в подготовката на Априлското въстание чрез събиране на оръжие, изработка на муниции, облекло и др. Случайно при една рутинна проверка на ямболски търговец в гр. Одрин турската полиция открива оръжие. Предприети са множество арести и обиски. Все пак ямболци успяват да излъчат две чети от по 10 – 12 човека, които излизат към Балкана. Населението на селото, както и целият град Ямбол, силно пострадали през януари 1878 г. от отстъпващите турски войски.
През 1882 г. била завършена реставрацията на сградата на църквата „Свети Георги“, а през 1884 г. новата сграда на църквата „Света Троица“. Каргонът придобил официално названието II отдел на града. През 1898/99 г. вече е имало работническо читалище, помещаващо се в Шишковия хан. През 1909 г. е основано читалище „Пробуда“. През 1950 г. жители от квартала образуват ТКЗС „Девети септември“.
През 1937 г. Андрей Андреев пише следното относно Каргона:
| „ | Ямбол бил вече седалище на много бейове [през 1664 година], а Каргуна – отделно от Ямбол войнишко селище. Българите там били привилегирована рая – войници. Затова в Каргуна се е запазил чисто българският дух и той е дал всички ямболски дейци, участвали в нашето освободително дело. Турчин в Каргуна не преспивал. Когато той искал да се препоръча за герой, казвал: „Аз съм човек, който след дванадесетия час съм влизал в Каргуна“. Каргунци в очите на турците минавали за герои и отмъстители. Те наричали Каргуна „Кючюк Карадаа“ (малка Черна гора). | “ |

Ямболската учителка Ваня Газдова е оставила в своите спомени подробно описание на квартал Каргона:
| „ | Архитектурният облик на стария Каргон не е бил нещо особено в турско време. Там не са били построени шедьоври на архитектурното майсторство, каквито има запазени от онова време в балканските градове и села като Котел, Жеравна, Катунище, Ичера, Медвен и Градец. Тук всичко е било по-просто, по семпло. Може би това се е дължало на факта, че много често градовете от равнината са били плячкосвани и опожарявани. Къщите са били предимно едноетажни, изградени от кирпич и замазани с пръст. Обикновено къщата е заемала средата на голям двор, който откъм улицата е бил ограден с висок зид с кирпич и по-рядко камък, а вътре оградите между съседите често са били само от плет. Дворът пред къщата е служел за зеленчукова или цветна градина, а този зад къщата е оставал скрит за посетителя. В него се е влизало през тайна врата от кухнята или през някакъв долап. Той се е използвал за простиране на прането и за готвене на открито през лятото. От него е имало комшулук към съседи и т.н. Ако турци нахлуели в предния двор, жените и децата веднага минавали през тайната врата в задния двор и оттам у съседите през комшулука, докато излязат извън града или се скрият в някое скривалище. В балканските градове също така е имало тайни врати, които водели в съседни дворове и оттам – чак в планината. В стария Ямбол къщите са били строени еднотипно, за разлика от разнообразието на тези от Балкана. Обикновено отпред е имало нещо като покрита веранда, наречена сундурма, заградена отпред с дъсчена ограда – пармаклък, с малка вратичка в средата и две до три дървени колонки, които поддържали покрива над нея. От сундурмата се влизало направо в две или три стаи, а в някои къщи – в тесен коридор по продължение на цялата сундурма, затворен с прозорци, така че стаите оставали зад него с вътрешни прозорци. Външните прозорци имали железни пръчки с предпазна цел. Ако евентуално се счупи стъклото, да не може да се влезе в къщата. По-късно, вероятно към края на турското робство или в началото на периода след Освобождението, когато търговията разцъфтява, някои по-заможни българи започнали да си строят двуетажни къщи. Такива са запазени и до днес в Каргона, но и те нямат красотата на балканските. Долният етаж, погледнат отвън, представлява една дебела стена към улицата с голяма порта в средата, през която може да минава кола. В едното крило на портата или до нея е имало малка врата за хората. Долните етажи били складове за стоки или дюкяни с прозорци към улицата, затворени с дебели кепенци. Обикновено стопанинът работел там, ако е бил занаятчия или си е държал стоката, ако е бил търговец. Над тези помещения се намирал етажът, в който живеели стопаните. Обикновено, откъм двора имало стълба, която водела до голям чардак, а в някои къщи стълбата бил закрита долу с врата, която се заключвала отвътре. Горният етаж бил наддаден към улицата с около половин метър над малки дървени конзоли. Прозорците били тесни, наредени един до друг и непременно с железни пръчки или кепенци. Над портата също имало стаи. Получавало се нещо като покрит проход от улицата до двора, в който обикновено са държали каруците си. Дворовете в каргонските къщи имали богати градини и кладенци. | “ |

Изследователят Тодор Моллов е записал една народна песен споменаваща овчари от Каргона.

## Значение на името
За произхода на името на селището има различни хипотези, като например, че то означава „укрепен лагер“, „място с тръстика“, „ниско заливано от водата място“, „наблюдателница“ и други. Махала Каргона има и в село Войника, Ямболско, което също е имало войнугански статут. Махали с името „Каргуна“ има и в ямболските села Недялско, Търнава и Първенец.

## Обществени и културни институции, паметници
- В квартала има две църкви – „Свети Георги“ и „Света Троица“;
- Детска ясла „Щурче“;
- Детска градина „Радост“;
- Народно читалище „Пробуда–1909“;
- Спортно училище „Пиер дьо Кубертен“;
- Възрожденски етнографски комплекс „Каргон“;[18]
- Срещу бившето училище „Ради Ив. Колесов“ е паметникът на Георги Шейтанов и анархистите;
- Между улиците „Индже войвода“, „Атанас Кратунов“, „Цар Асен“ и ВиК–Ямбол се намира паметникът на Георги Дражев и загиналите през войните ямболци;
- На площад „Страшимир Кринчев“ е паметникът на ямболските учители;
- На улица „Д-р П. Брънеков“ на лобното място на Георги Дражев има възпоменателна плоча.

## Редовни събития
- Традиционният народен събор в Каргона се провежда на Свети Дух – празника на Ямбол;
- Ямболският коледарски буенек се провежда всяка година в дните около Бъдни вечер и Рождество Христово.

## Родени в Каргона
- Атанас Кожухаров – учител, общественик, кмет;
- Атанас Кратунов – националреволюционер, участник в Априлското въстание, един от основателите на Ямболския таен революционен комитет;
- Георги Дражев – националреволюционер, участник в Априлското въстание, един от основателите на Ямболския таен революционен комитет;
- Георги Шейтанов – анархист и публицист;
- Димитър Панайотов Съсълов – опълченец, народен представител, участва в строежа на Александров мост;
- Жеко Андреев – знаменосец на ямболските четници в Априлското въстание, по-късно присъединявайки се към четата на Стоил войвода;
- Недялко Месечков – писател, учител, журналист;
- Ради Иванов Колесов – учител, книжовник, преводач, участник в Дядо-Николовото въстание;
- Страшимир Кринчев – писател, участник в Балканската и Междусъюзническата войни.